# Big Lake (Texas)
Pour les articles homonymes, voir Big Lake.
La ville de Big Lake est le siège du comté de Reagan, dans l’État du Texas, aux États-Unis. Elle comptait 2 936 habitants lors du recensement de 2010, dont une majorité de Latinos.

## Démographie
| Groupe            | Big Lake | Texas | États-Unis |
| ----------------- | -------- | ----- | ---------- |
| Blancs            | 76,7     | 70,4  | 72,4       |
| Autres            | 18,4     | 10,6  | 6,4        |
| Afro-Américains   | 2,2      | 11,9  | 12,6       |
| Métis             | 1,9      | 2,7   | 2,9        |
| Amérindiens       | 0,6      | 0,7   | 0,9        |
| Asiatiques        | 0,2      | 3,8   | 4,8        |
| Total             | 100      | 100   | 100        |
|                   |          |       |            |
| Latino-Américains | 62,4     | 37,6  | 16,7       |

Selon l'American Community Survey, pour la période 2011-2015, 58,63 % de la population âgée de plus de 5 ans déclare parler l’espagnol à la maison, 41,04 % l'anglais et 0,34 % une langue africaine.

## Source
- (en) Cet article est partiellement ou en totalité issu de l’article de Wikipédia en anglais intitulé « Big Lake, Texas » (voir la liste des auteurs).

1. ↑  (en) « Big Lake, TX Population - Census 2010 and 2000 », sur censusviewer.com.
2. ↑  (en) « Population of Texas - Census 2010 and 2000 », sur censusviewer.com.
3. ↑  (en) « Language spoken at home by ability to speak English for the population 5 years and over », sur factfinder.census.gov.